# Sauvigny-le-Beuréal
Sauvigny-le-Beuréal település Franciaországban, Yonne megyében. Lakosainak száma 67 fő (2022. január 1.). Sauvigny-le-Beuréal Toutry, Vieux-Château, Saint-André-en-Terre-Plaine, Sainte-Magnance és Savigny-en-Terre-Plaine községekkel határos.

## Népesség
A település népessége az elmúlt években az alábbi módon változott:
| Lakosok száma | 65   | 72   | 73   | 73   | 71   | 70   | 68   | 68   | 67   |
|               | 2013 | 2015 | 2016 | 2017 | 2018 | 2019 | 2020 | 2021 | 2022 |